# Nonnula
Nonnula és un gènere d'ocells de la família dels bucònids (Bucconidae).

## Taxonomia
Segons la Classificació del Congrés Ornitològic Internacional (versió 2.5, 2010) aquest gènere està format per 6 espècies:
- barbacoll rogenc (Nonnula amaurocephala).
- barbacoll bru (Nonnula brunnea).
- barbacoll galtagrís (Nonnula frontalis).
- barbacoll de pit rovellat (Nonnula rubecula).
- barbacoll de capell rogenc (Nonnula ruficapilla).
- barbacoll de Sclater (Nonnula sclateri).